# János Thorma
Dans le nom hongrois Thorma János, le nom de famille précède le prénom, mais cet article utilise l’ordre habituel en français János Thorma, où le prénom précède le nom.
János Thorma, né le 24 avril 1870 à Kiskunhalas – mort le 5 décembre 1937 à Baia Mare, est un peintre hongrois, membre de la colonie de peintres de Nagybánya.